# هسینا پارکار
هسینا پارکار (به هندی: Haseena Parkar) فیلمی است محصول سال ۲۰۱۷ و به کارگردانی آپوروا لاکیا است. در این فیلم بازیگرانی همچون شرادها کاپور، سیدهانات کاپور، انکور باتیا و راجیش تایلانگ ایفای نقش کرده‌اند.